# Choinka

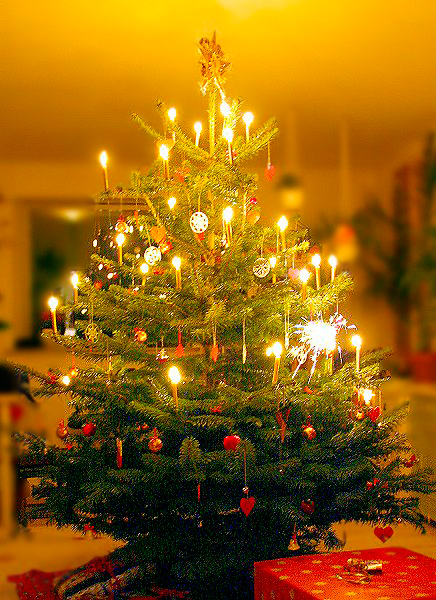
Choinka w domu

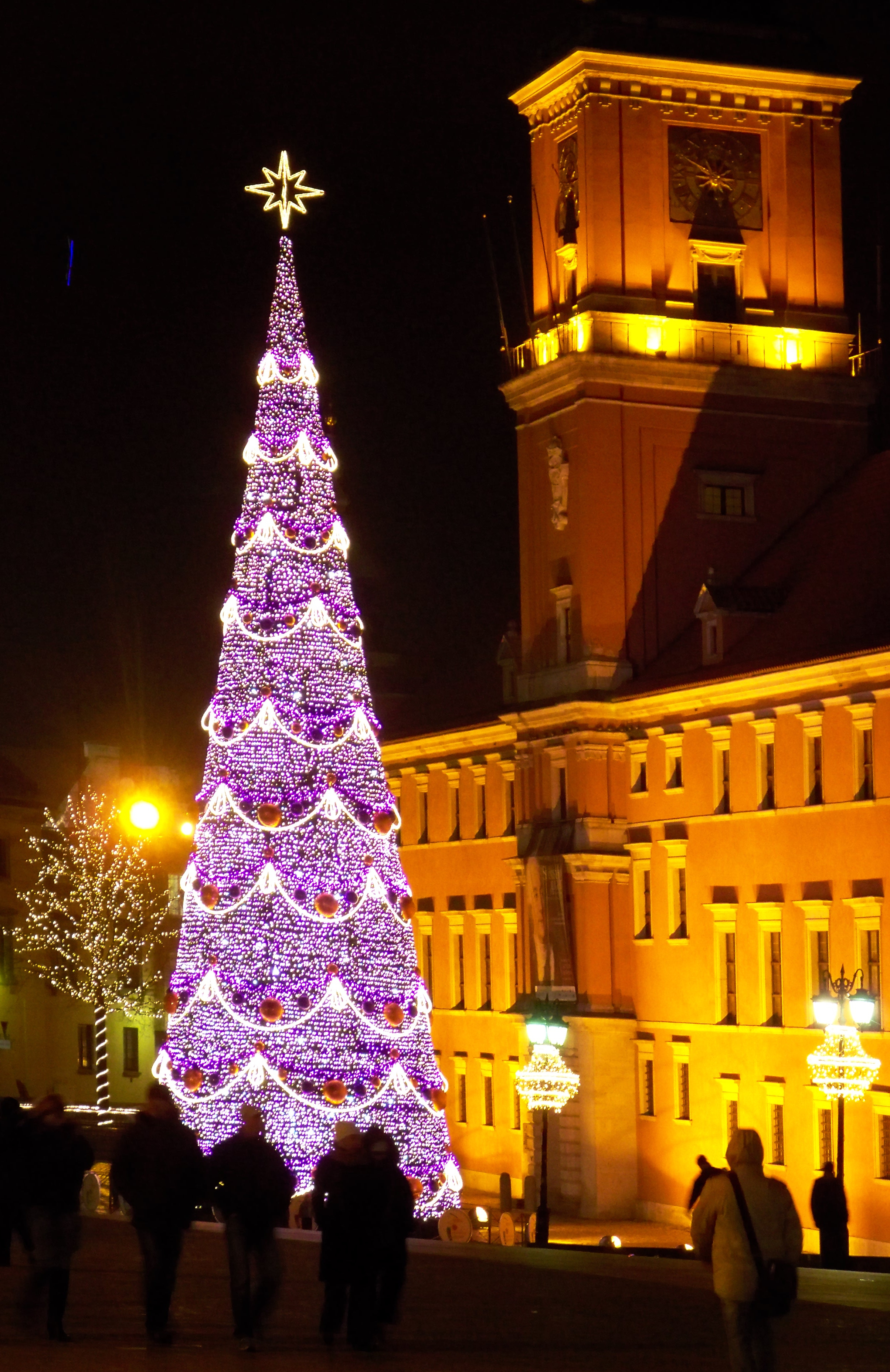
Choinka w Warszawie na Placu Zamkowym

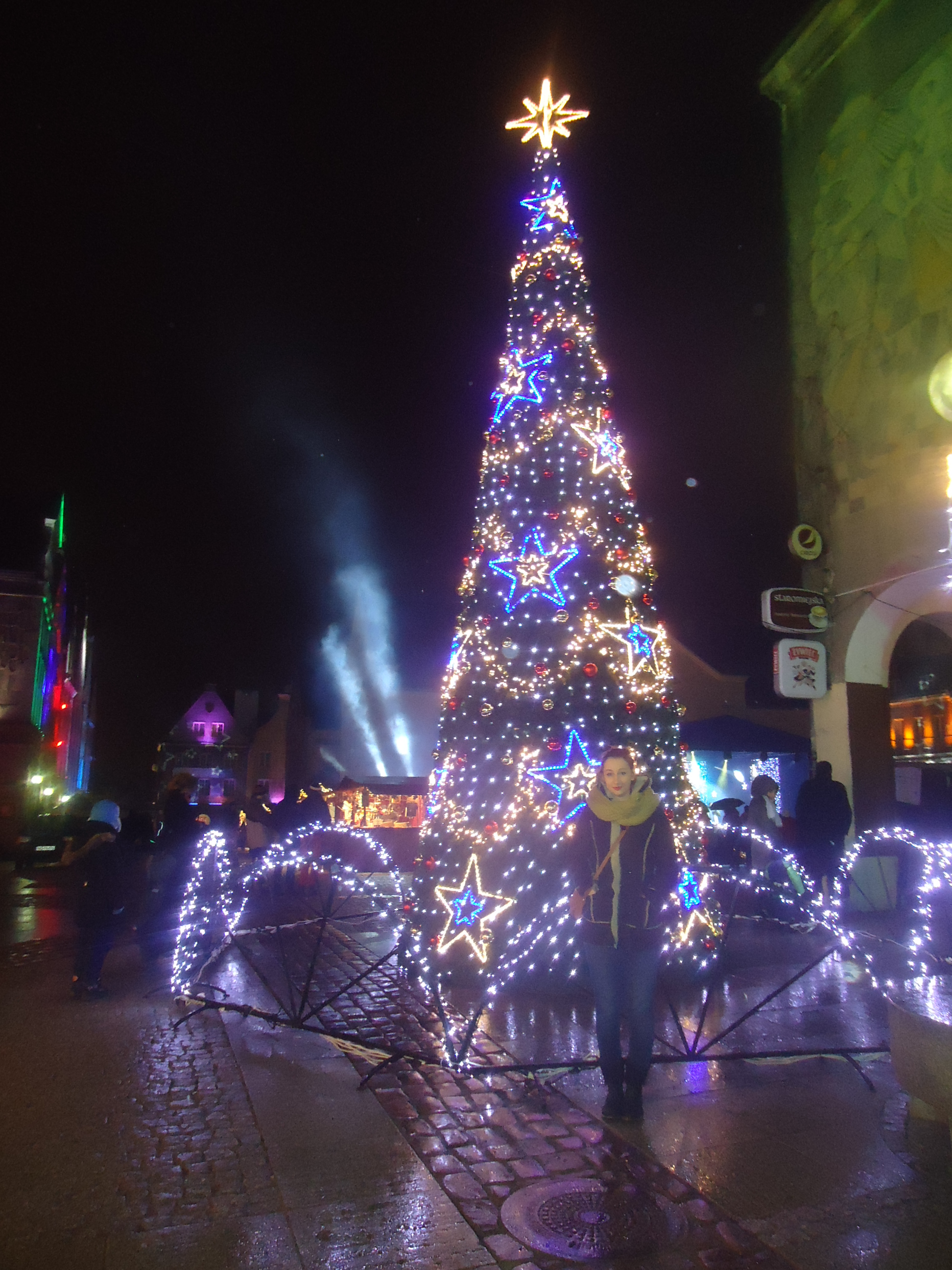
Choinka w Olsztynie w 2013 roku

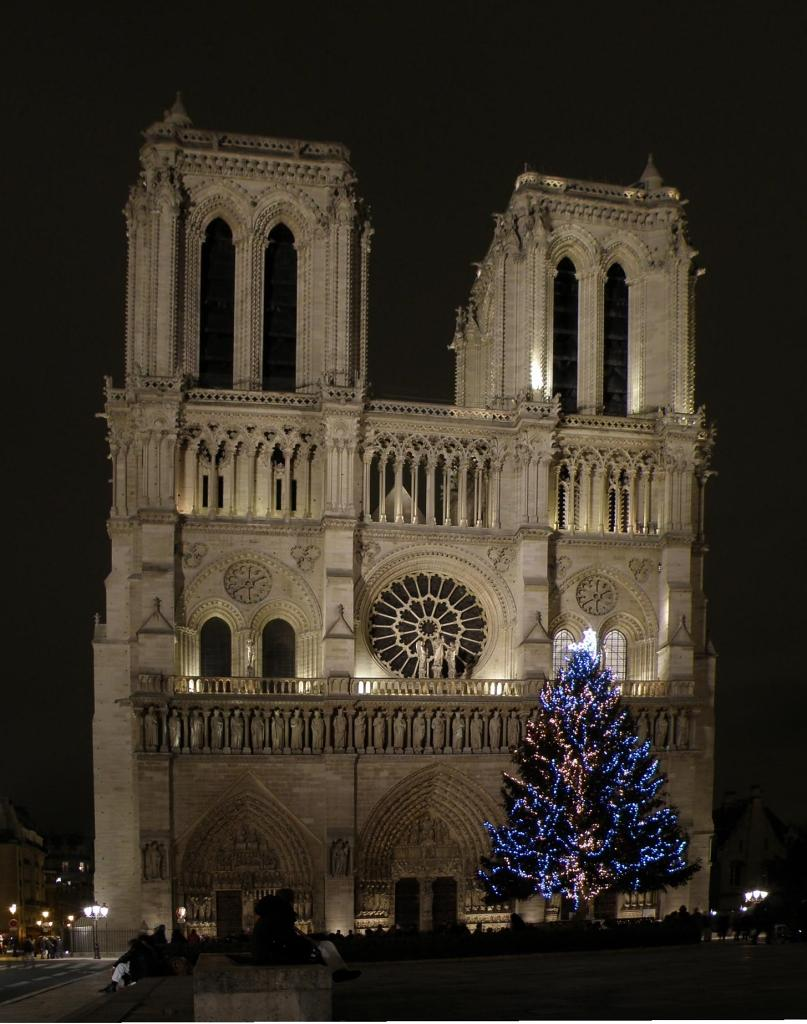
Choinka przed katedrą Notre–Dame w Paryżu

Choinka – ustrojone drzewko świerku lub jodły (rzadziej sosny), naturalne lub sztuczne, pierwotnie wiązane z przedchrześcijańską tradycją ludową i kultem wiecznie zielonego drzewka, a obecnie będące nieodłączną ozdobą w czasie świąt Bożego Narodzenia.

## Pochodzenie i rozpowszechnianie się zwyczaju
W wielu kulturach drzewo, zwłaszcza iglaste, jest uważane za symbol życia i odradzania się, trwania i płodności. Jako drzewko bożonarodzeniowe pojawiła się w XVI wieku, lecz prawdopodobnie już wcześniej występowało jako rajskie „drzewo poznania dobra i zła” w misteriach o Adamie i Ewie, wystawianych w wigilię Bożego Narodzenia. Jest to związek bardzo luźny i trudny do ustalenia, podobnie jak odwoływanie się do drzewa Krzyża z Golgoty, które, jak głosi legenda, zbito z rajskiego drzewa życia. Tradycja choinek narodziła się w Alzacji, gdzie wstawiano drzewka i ubierano je ozdobami z papieru i jabłkami (nawiązanie do rajskiego drzewa). W Niemczech choinkę spopularyzował  Marcin Luter, który zalecał spędzanie świąt w domowym zaciszu. Choinki więc szybko stały się popularne w protestanckich Niemczech. Początkowo były wieszane pod sufitem, czubkiem do dołu.
Nieco później obyczaj ten przejął Kościół katolicki, rozpowszechniając go w krajach Europy Północnej i Środkowej. W XIX wieku choinka spopularyzowana została w Anglii i Francji, a potem w krajach Europy Południowej. Stała się w Europie najbardziej rozpoznawanym symbolem świąt Bożego Narodzenia.
Do Polski przenieśli ją niemieccy protestanci na przełomie XVIII i XIX wieku (w okresie zaborów) i początkowo spotykana była jedynie w miastach. Stamtąd dopiero zwyczaj ten przeniósł się na wieś, w większości wypierając tradycyjną polską ozdobę, jaką była podłaźniczka czy jemioła oraz popularny od XIII w. żłóbek, oraz zastępując znacznie starszy, słowiański zwyczaj (znany jeszcze z obchodów Święta Godowego) dekorowania snopu zboża, zwanego Diduchem.

## Tradycja przynoszenia drzewka do domu
Dawniej na wsiach przyniesienie choinki do domu miało cechy kradzieży obrzędowej: gospodarz rankiem w Wigilię udawał się do lasu, a wyniesiona z niego choinka czy gałęzie, „ukradzione” innemu światu, za jaki postrzegany był las, miały przynieść złodziejowi szczęście. Tradycja przynoszenia żywego drzewa do domu być może ma swe korzenie w praktykowanym dawniej stawianiu w czasie adwentu przystrojonego drzewka w przedsionku kościoła.

## Ozdoby
Dawnymi tradycyjnymi zdobieniami choinkowymi były ciastka, pierniczki, orzechy, małe czerwone tzw. rajskie jabłuszka, własnoręcznie wykonywane w czasie adwentu ozdoby z bibuły, kolorowych papierów, piórek, wydmuszek, słomy i źdźbeł traw, kłosów zbóż itp. Na gałązkach w wieczór wigilijny zapalano świeczki i tzw. zimne ognie. Współcześnie, w zależności od kraju, ubiera się je nieco inaczej. Dekoruje się choinkę bombkami, cukierkami, papierowymi ozdobami (jak dawniej), srebrnymi i złotymi włosami anielskimi. W większości krajów drzewko ubiera wspólnie cała rodzina w dzień wigilijny.

## Symbolika
Symbolika ozdób choinkowych, jak i samego drzewka, ma swe korzenie w tradycji ludowej:
- Gwiazda Betlejemska, którą umieszczano na szczycie drzewka od XX wieku, miała pomagać w powrotach do domu z dalekich stron.
- Oświetlenie choinki broniło dostępu złym mocom, a także miało odwrócić nieżyczliwe spojrzenia ludzi (zły urok). W chrześcijańskiej symbolice religijnej wskazywało natomiast na Chrystusa, który według tych wierzeń miał być światłem dla pogan.
- Jabłka zawieszane na gałązkach symbolizowały biblijny owoc, którym kuszeni byli przez Szatana Diabła Adam i Ewa. Później zastąpiono je małymi rajskimi jabłuszkami. Pierwotnie zapewnić miały zdrowie i urodę.
- Orzechy zawijane w sreberka nieść miały dobrobyt i siłę.
- Papierowe łańcuchy przypominały o zniewoleniu grzechem, ale np. w okresach rozbiorów miały wymowę politycznych okowów. Zaś w ludowej tradycji niektórych regionów Polski uważano, że łańcuchy wzmacniają rodzinne więzi oraz chronią dom przed kłopotami.
- Dzwonki oznaczają dobre nowiny i radosne wydarzenia.
- Anioły mają opiekować się domem.
- Jemioła. Ten symbol przybył do Polski z Anglii. Pod jemiołą całują się zakochani oraz skłócone ze sobą osoby. Pęk jemioły należy trzymać w domu do następnych świąt.
- Samo żywe drzewko stało się w chrześcijaństwie symbolem Chrystusa jako źródła życia.

## Prezenty
Do dzisiaj, w wigilijny wieczór pod choinką znajdują się prezenty, przyniesione, w zależności od regionu, przez Aniołka, Dzieciątko, Gwiazdkę, Gwiazdora, Dziadka Mroza lub Świętego Mikołaja. Jest to tradycja rzadko spotykana w innych krajach, gdzie, jeśli w ogóle jest taki zwyczaj, prezenty są ofiarowywane w Boże Narodzenie. W niektórych tradycjach samo drzewko bywa niespodzianką dla dzieci i gości.